# Puškvorec
Puškvorec (Acorus) je rod jednoděložných rostlin z čeledi puškvorcovité (Acoraceae). Tato čeleď obsahuje pouze rod Acorus s několika druhy a je řazena podle systému APG IV do samostatného řádu puškvorcotvaré (Acorales), který má v rámci jednoděložných rostlin bazální postavení. Kvůli drobným květům uspořádaným v palici podepřené jediným listenem byly dříve kladeny do blízkosti árónovitých (Araceae), případně přímo do této čeledi, ve skutečnosti jim ale v rámci jednoděložných blíže příbuzné nejsou. Puškvorce jsou vlhkomilné až vodní aromatické rostliny s nápadnými oddenky a mečovitými listy. V ČR se lze setkat se zdomácnělým p. obecným (A. calamus).

## Původ a rozšíření
Puškvorec obecný byl již znám indickým lékařům už ve starověku a jako zboží ho do Evropy dováželi Řekům a Římanům arabští a féničtí kupci. Rostliny puškvorce objevili vlastně vojáci Alexandra Velikého při výpravě do Indie. První sušenou rostlinu puškvorce pro střední Evropu objevil v 16. století Mattioli, který ji získal od německého vyslance u dvora v Cařihradu a brzy poté vídeňský botanik Clusius vypěstoval živé oddenky, jež rozmnožil a rozeslal do mnoha botanických zahrad. Puškvorec se pak rychle rozšířil, takže dnes roste po celé Evropě včetně Britských ostrovů, ale i v atlantické části Severní Ameriky. Roste u pomalu tekoucích nebo stojatých vod, v bažinách nebo vlhkých příkopech. První zprávy o jeho pěstování jsou z Polska, kam jej s sebou ve 13. století přinesli Tataři, dále se však tehdy nerozšířil.

## Popis
Jedná se o mokřadní až vodní rostliny s oddenky. Jsou vytrvalé, jednodomé s oboupohlavnými květy. Listy jsou přisedlé, střídavé, dvouřadě uspořádané, s listovými pochvami. Je vysoká až 150 cm. Čepele listů jsou čárkovité, mečovitého tvaru, žilnatina je souběžná, jsou výrazně aromatické, zvláště při rozlomení listu či oddenku. Květy jsou v květenstvích, v ztlustlých klasech, někdy se tento typ květenství nazývá palice. Květenství podepřeno listenem který však není toulcovitého tvaru a spíše připomíná list. Květenství se skládá z mnoha květů, které jsou uspořádány do spirály. Okvětí je přítomno, ale je nenápadné, skládá se ze 6 okvětních lístků, ve 2 přeslenech (3+3). Tyčinek je 6, ve 2 přeslenech (3+3). Gyneceum je složeno ze 3 plodolistů, je synkarpní, semeník je svrchní. Plod je dužnatý, jedná se o bobuli, v ČR se však plody nevytváří.

## Rozmnožování
Puškvorec roste planě, ale můžeme jej také pěstovat, a to nejlépe na jeho přirozených stanovištích. Říkáme tomu, pěstování v polokultuře. Rozmnožuje se snadno z oddenků nařezaných 5- 10 cm dlouhé kousky a zahrabaných do půdy asi 10 cm.

## Rozšíření ve světě
Je známo asi 2–6 blízce příbuzných druhů (záleží na taxonomickém pojetí), které jsou rozšířeny v mírném pásu až v tropech severní polokoule, často jen adventivně, adventivní výskyt je i na jižní polokouli.

## Rozšíření v Česku
V ČR i v celé Evropě roste jen 1 nepůvodní druh, a to puškvorec obecný (Acorus calamus). Pochází z tropické Asie a v ČR je zdomácnělý v teplejších oblastech. Je to sterilní triploid, proto nevytváří plody a rozmnožuje se výhradně vegetativně. Blízce příbuzné druhy vytvářející plody rostou v Asii a v Severní Americe.

## Použití v kuchyni
Používá se hlavně jako koření. Nejkvalitnější koření se připraví z oddenků rostlin starých 2 - 3 roky. Nasbírané oddenky se zbaví kořenů a suší za nezvýšené teploty buď přímo, nebo oloupané a podélně rozříznuté. Neloupané jsou podstatně aromatičtější. Jako koření se užívá zpravidla rozemletý na prášek, který příjemně a velmi pronikavě voní a hořce chutná.
- Puškvorec je tradičním kořením sladkých pokrmů a kompotů indické a islámské kuchyně. V Anglii a Americe býval kdysi kandován. Ze zcela mladých listových výhonků je možno připravit chuť povzbuzující salát. Největší množství puškvorce se však spotřebuje na přípravu žaludečních likérů.

## Historie taxonomie
Starší systémy řadí puškvorec různě, např. Dahlgrenův systém a Cronquistův systém pod řád árónotvaré (Arales) a do samostatné čeledi Acoraceae nebo samostatnou čeleď puškvorcovité neuznávají a řadí puškvorec do čeledi árónovité (Araceae). Český název puškvorec, jehož autorem je Jan Svatopluk Presl, (staročeský název např. prustvořec) pochází z německého Brustwurz (prsní kořen asi pro použití při onemocnění horních cest dýchacích). Latinský název acorus (řecky άχόρου) pak odvozen od léčby zornice (κόρη) (?).

## Celkový seznam druhů
- Acorus americanus (Rafinesque) Rafinesque – Severní Amerika, diploid
- puškvorec obecný (Acorus calamus L.) – Asie, adventivně Evropa, Severní Amerika a asi i jinde, triploid
- puškvorec trávovitý (Acorus gramineus Soland.) – Asie, diploid
- a další

Jsou pěstovány panašované formy jak puškvorce obecného, tak puškvorce trávovitého.